# جامعة قرطاج
جــامعة قرطاج (سابقاً جامعة 7 نوفمبر بقرطاج) مؤسسة عمومية تونسية تمثل قطبا للتكوين والبحث، وهي هيكل ذو صبغة إدارية يتمتع بالشخصية المعنوية والاستقلال المالي ويخضع لإشراف وزارة التعليم العالي والبحث العلمي والتكنولوجيا.

## التأسيس
تأسست سنة 1988 بمقتضى القانون عدد 83 لسنة 1987 المؤرخ في 31 ديسمبر 1987 تحت تسمية «جامعة الحقوق والاقتصاد والتصرف تونس3».

وفي إطار إعادة تقسيم الجامعات وتحويلها من قطاعية إلى جامعات متعددة الاختصاصات أضحت «جـامعة الحقوق والاقتصاد والتصرف تونس3» بمقتضى الأمر عدد 2826 لسنة 2000 المؤرخ في 27 نوفمبر 2000 جامعة 7 نوفمبر بقرطاج ثم تحولت إلى جامعة قرطاج بعد الثورة التونسية.

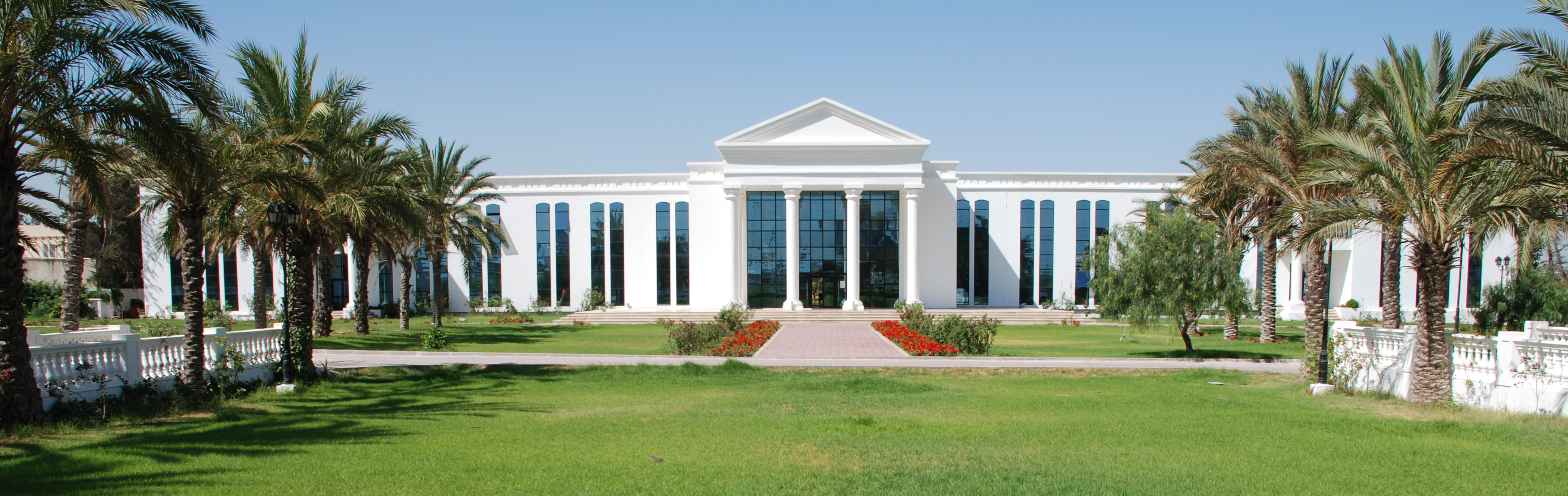
صورة لجامعة قرطاج

## التنظيم

### الكليات
- كلية العلوم القانونية والسياسية والاجتماعية بتونس
- كلية العلوم ببنزرت
- كلية العلوم الاقتصادية والتصرف بنابل

### المدارس والمعاهد
- المدرسة الوطنية للهندسة المعمارية والتعمير
- المدرسة الوطنية للمهندسين ببنزرت
- المدرسة الوطنية للمهندسين بقرطاج
- المدرسة التونسية للتقنيات
- المدرسة العليا للإحصاء وتحليل المعلومات بتونس
- المدرسة العليا للسمعي البصري والسنيما بقمرت
- المعهد التحضيري للدراسات الهندسية ببنزرت
- معهد الدراسات التجارية العليا بقرطاج
- معهد الدراسات السياحية العليا بسيدي الظريف
- المعهد الوطني للعلوم التطبيقية والتكنولوجيا
- المعهد العالي للعلوم التطبيقية والتكنولوجيا بماطر
- المعهد التحضيري للدراسات الهندسية بنابل
- المعهد التحضيري للدراسات العلمية والتقنية
- المعهد العالي للفنون الجميلة بنابل
- المعهد العالي لتكنولوجيات البيئة والعمران والبنيان
- المعهد العالي للغات بتونس
- المعهد العالي للغات بنابل
- المعهد العالي للعلوم وتكنولوجيات البيئة ببرج السدرية
- المعهد العالي للتصرف ببنزرت[5]
- المعهد العالي لتكنولوجيا المعلومات والاتصالات ببرج السدرية

### مؤسسات مزدوجة الإشراف
- المدرسة العليا للمواصلات بتونس (مع وزارة تكنولوجيا المعلومات والاتصال)
- المدرسة العليا للفلاحة بالمقرن (مع وزارة الفلاحة)
- المدرسة العليا للفلاحة بماطر (مع وزارة الفلاحة)
- المدرسة العليا للصناعات الغذائية بتونس (مع وزارة الفلاحة)
- المعهد العالي للصيد البحري وتربية الأحياء المائية ببنزرت (مع وزارة الفلاحة)
- المعهد الوطني للشغل والدراسات الاجتماعية (مع وزارة الشؤون الاجتماعية)
- المعهد العالي لإطارات الطفولة (مع وزارة شؤون المرأة والأسرة والطفولة)
- المعهد الوطني للعلوم الفلاحية بتونس (مع وزارة الفلاحة)
- المعهد العالي للدراسات السياحية بسيدي الظريف (مع وزارة السياحة)
- المعهد التحضيري للدراسات البيولوجية والجيولوجية بسكرة (مع وزارة الفلاحة)
- المعهد الوطني للبحوث في الهندسة الريفية والمياه والغابات (مع وزارة الفلاحة)
- المعهد الوطني للبحوث الزراعية بتونس (مع وزارة الفلاحة)

## الطلبة
يـؤم الجـامعـة أكثـر مـن ثلاثة وأربعيـن ألف طالب بالنسبة إلى السنة الجامعية 2005-2006 موزعين على اختصاصات متنوعة ومتعـددة فـي الهندسة العامة والفلاحية والمعمارية والكهربائية وفي التصرف الصناعي والإعلامية وفـي الإلكترونيك والإحصاء وتحليل المعلومات وكذلك في العلوم الصحيحة والسياسية والقانونية والاقتصادية وعلوم التصرف والـدراسات الاجتماعية والآداب واللغـات والفنون كمـا تـعد إطارات الطفولة.

إن الدراسات التي تنظمها الجامعة والشهادات المتنوعة التي تسنـدها بجميع المراحل تمكنها من التفتح على المجالات العلمية والتكنولوجية المستحدثة ومواكبتها ومن تنمية اختصـاصات متـجددة مـن أعلـى مستوى من ناحية أخرى وهو ما يجعل منهـا جامعة مندمجة في محيطها الاقتصادي والاجتماعي والثقافي ومنخرطة في منظومة التطور التكنولوجي العالمي وطريق الشراكات والتعاون الدولي وهو توجه يمثل إحدى أولويات الجامعة وكنه برنامجها المستقبلي مما يؤهلها لتصبح جامعة الامتياز.